# VI Giochi paralimpici invernali
I VI Giochi paralimpici invernali si sono disputati a Lillehammer (Norvegia) dal 10 al 19 marzo 1994.

## I Giochi

### Discipline
I VI Giochi paralimpici prevedevano cinque discipline per quattro sport in totale. L'hockey su slittino ha fatto il suo debutto paralimpico a questi giochi.
- Sci alpino
- Hockey su slittino
- Corse di slittino sul ghiaccio
- Sci nordico
  -  Biathlon
  -  Sci di fondo

## Medagliere
I primi 10 CPN per numero di medaglie d'oro sono elencati di seguito. La nazione ospitante (Norvegia) viene evidenziata in viola.
| Posizione | Paese         |     |     |    |     |
| --------- | ------------- | --- | --- | -- | --- |
| 1         | Norvegia      | 29  | 22  | 13 | 64  |
| 2         | Germania      | 25  | 21  | 18 | 64  |
| 3         | Stati Uniti   | 24  | 12  | 7  | 43  |
| 4         | Francia       | 14  | 6   | 11 | 31  |
| 5         | Russia        | 10  | 12  | 8  | 30  |
| 6         | Austria       | 7   | 16  | 12 | 35  |
| 7         | Finlandia     | 6   | 7   | 12 | 25  |
| 8         | Svezia        | 3   | 3   | 2  | 8   |
| 9         | Australia     | 3   | 2   | 4  | 9   |
| 10        | Nuova Zelanda | 3   | 0   | 3  | 6   |
| Totale    | Totale        | 124 | 101 | 90 | 315 |